# Кръглоглави
Кръглоглàви (на английски: roundheads) е наименованието на привържениците на парламента, по време на Английската революция, в периода от 1642 до 1651 година.
Названието „кръглоглави“ идва от късо постриганите им коси. Друга отличителна черта на войските на „кръглоглавите“ са били червените униформи с пояси, поради което били наричани още „Червената армия“.
Наименованието „кръглоглави“ се среща за първи път през 1641 година. Първоначално техен водач е граф Есекс, но малко по-късно техен лидер става Оливър Кромуел, който обединява последователите на това движение от графства, предимно в източна Англия.
Кръглоглавите били отявлени привърженици на калвинизма, и се наричали „хора на духа“ и „божи работници“. Бойният дух бил повдиган от проповедници, които били облечени в черни одежди и бели якички.
Основни противници на „кръглоглавите“ са били „роялистите“, наричани „кавалерите“.

## Възгледи
Повечето от кръглоглавите са се стремили към конституционна монархия в противовес на абсолютизма на Чарлз I.  Обаче през 1649 г. обществената антипатия към краля достига такава степен, че лидерите на парламентаристите успяват напълно да премахнат монархията и да основат Английска република.
Много командири и лидери на „кръглоглавите“ (Томас Феърфакс, Едуард Монтагю и Робърт Деверьо) остават привърженици на конституционната монархия, но инициативата е поета от Оливър Кромуел и неговите радикални поддръжници, които създават нов модел армия и след поражението на Чарлз I, обединен с шотландците, за да се бори с парламента. 
Много английски пуритани и презвитерианци подкрепят „кръглоглавите“, както и много по-малки религиозни групи като индепендентите. И „кръглоглавите“, и „кавалерите“ са били енориаши на англиканската църква.
Сред „кръглоглавите“ са били следните политически фракции: протоанархистите левелери и дигери, както и хилиасти и хора от петата монархия.